# صبية (أغنية)
«صِبية» أو «بويز» (بالإنجليزية: Boys) هي أغنية للمغنية الأمريكية بريتني سبيرز، من ألبومها الثالث «بريتني». نسخة الريمكس من الأغنية (The Co-Ed Remix) صدرت كالأغنية المنفردة السادسة والأخيرة من الألبوم بتاريخ 29 يوليو، 2002 بواسطة تسجيلات جايف وأيضاً صدرت كالأغنية المنفردة الثانية من قائمة أغاني فيلم «أوستن باورز في غولدميمبر».
«بويز» هي أغنية آر أند بي مع وحي من الهيب هوب والفانك. بعض النقاد لاحظوا انسجام سبيرز مع فاريل ويليامز (شارك في غناء نسخة الريمكس، كتب الأغنية ولحنها).
حينما أن الأغنية لم تدخل قائمة توب 100 في أمريكا بالبيلبورد، ودخلت قوائم توب 10 في بلجيكا، أيرلندا والمملكة المتحدة. ودخلت قوائم توب 20 في أستراليا، ألمانيا، النمسا، سويسرا، السويد، فنلندا والدنمارك. أخذت الأغنية شهادة ذهبية في أستراليا.
في الفيديو تظهر سبيرز وفاريل ويليام في حفلة، يغنون ويرقصون ويشاركهم أبطال الفيلم. ترشح الفيديو لجائزة إم تي في للأغاني المصورة لعام 2003 كأفضل فيديو من فيلم.